# Maldivas en los Juegos Olímpicos de Sídney 2000
Las Maldivas estuvieron representadas en los Juegos Olímpicos de Sídney 2000 por cuatro deportistas, dos hombres y dos mujeres, que compitieron en dos deportes.
El portador de la bandera en la ceremonia de apertura fue el atleta Naseer Ismail. El equipo olímpico maldivo no obtuvo ninguna medalla en estos Juegos.